# Aron Nimcovič
Aron Nimcovič ili Aron Nimzowitsch (latvijski: Ārons Nimcovičs, ruski: Аро́н Иса́евич Нимцо́вич) (Riga, 7. studenog 1886. – Kopenhagen, 16. ožujka 1935.) bio je latvijski šahist i šahovski teoretičar, poznat po svojem hipermodernom načinu igranja.

## Biografija
Aron Nimcovič rođen je 7. studenog u Rigi, koja je tada bila u sklopu Ruskog Carstva. Odrastao je u bogatoj židovskoj obitelji, koja se često selila zbog Nimcovičevog oca Šaje Abramoviča Nimcoviča, koji se bavio prodavanjem drvne građe. Od oca je i naučio igrati šah. 
S 18 godina Nimcovič je otputovao u Berlin, kako bi studirao filozofiju. Međutim, uskoro je napustio svoje studije kako bi se u potpunosti posvetio šahu. Svoje prve uspjehe ostvario je 1906. godine, pobijedivši na internacionalnom turniru u Münchenu. Na Sveruskom majstorskom turniru 1913./1914. dijelio je prvo mjesto s Aleksandrom Aljehinom, koji će kasnije postati svjetski prvak.
Tijekom Ruske revolucije uspio je izbjeći vojnu službu, praveći se da je lud, kako bi se kasnije smjestio u Kopenhagenu, u kojem je proveo ostatak života.
Najveće uspjehe ostvario je tijekom 20-ih i 30-ih godina. Smatra se da je bio treći najjači igrač tijekom tih godina, iza Aleksandra Aljehina i Joséa Raula Capablance. Osvojio je prva mjesta na turnirima u Kopenhagenu (1923.), Marienbadu (1925.), Dresdenu (1926.), Hannoveru (1926.) i Carlsbadu (1929.). U izravnim mečevima nije bio toliko uspješan, iako je njegov meč protiv Aljehina 1914. (Od dvije partije) završio neriješeno. U svojim partijama koristio je mnoge inovacije, a posebno je bio opasan s crnim figurama. Njegova je najpoznatija partija (besmrtna partija) igrana protiv Sämischa 1923., u kojoj je protivnika doveo u stanje zugzwanga.

## Stil igre
Pod utjecajem Steinitza, Nimcovič razvija nove ideje o kontroli centralnih polja, koje primjenjuje u svojim partijama. Do tada, šahisti poput Siegberta Tarrascha dogmatski su vjerovali da se centar jedino može kontrolirati pijunima. Međutim, Nimcovič smatra da i figure mogu sudjelovati u kontroli centra, te time i zamijeniti pijune. Time je udario temelje hipermodernizmu u šahu. Jedna od njegovih maksima koja najbolje opisuje hipermodernizam je "Zamijeniti ovladavanje centrom može samo pritisak figura na centar". Igrao je obrambeni šah, fokusirajući se na profilaktične poteze, a napadao je tek kada se protivnik oslabio. Svoje teorije je izrazio u knjizi Moj sistem (1925.), koja je utjecala na mnoge generacije hipermodernista. Kasnije je uveo koncepte poput elastičnog centra, pješačke lavine, slabosti kompleksa polja, prevencije, laviranja, ograničenja kretanja i blokade. 

## Utjecaj
Njegove su teorije i partije utjecale na mnoge šahiste, poput Saviellija Tartakowera, Milana Vidmara, Richarda Retija, Akibe Rubinsteina, Mihaila Botvinnika, Benta Larsena i mnogih drugih.

## Osobnost
Nimcovič je ponekad bio tašt i previše samouvjeren u svoje ideje. Kada je na turniru u Berlinu propustio prvu nagradu izgubivši od Sämischa, stao je na stol i viknuo "Protiv ovih idiota moram izgubiti!". Smatrao je da ga nitko ne cijeni, iako se iznimno dobro ponašao u društvu velemajstora Kmocha, koji je hvalio njegovu igru. Nije volio kada su njegovi protivnici pušili. Poznata je anegdota (iako vjerojatno neistinita) da se tužio sudcima kada je protivnik stavio neupaljenu cigaretu na stol, citirajući staru šahovsku izreku: "Prijetnja je jača od izvršenja!"

## Smrt
Nimcovič je umro od upale pluća 16. ožujka 1935. godine. Pokopan je na Bispebjerg groblju u Kopenhagenu.